# Agarose
Agarose ist ein Polysaccharid aus D-Galactose und 3,6-Anhydro-L-galactose, die glycosidisch miteinander verbunden sind. Es stellt die Hauptkomponente des Agars dar und wird vor allem aus den Rotalgengattungen Gelidium und Gracillaria gewonnen. Im Gegensatz zum Agar enthält die gereinigte Agarose sehr viel weniger negative Ladungen. Agarose ist ein starker Gelbildner und für die Gelierfähigkeit des Agars verantwortlich.
Die Agarose wird durch Erhitzen in Wasser gelöst. Wenn man die Agaroselösung auf unter 45 °C abkühlt, bildet sich ein Gel. Die Gelbildung wird erfolgt durch Ausbildung von Wasserstoffbrückenbindungen zwischen den Hydroxygruppen der Agarose-Ketten.
Agarosegel ist die Bezeichnung für ein Gel, das in der Agarose-Gelelektrophorese zur elektrophoretischen Trennung von Substanzen, z. B. von Nukleinsäuren oder Proteinen eingesetzt wird. Es wird durch Aufkochen von Agarose in einem Puffer hergestellt, beispielsweise in TBE-Puffer, in TAE-Puffer oder in LB-Puffer. Die Konzentration der Agarose im Puffer richtet sich nach der Größe der mit der Gelelektrophorese aufzutrennenden Teilchen, wobei für kleinere Partikel eine bessere Trennung (räumliche Auflösung) mit einem höherprozentig angesetzten Agarosegel erzielt werden kann, für größere mit einem niederprozentigen Gel. Für die Agarosegel-Elektrophorese von Plasmiden und deren Restriktionsfragmenten verwendet man beispielsweise meist eine Konzentration von 0,7 bis 1,2 % Agarose im Gelpuffer.
| Agarose-Konzentration in % (w/v) | Auftrennungsbereich in bp |
| -------------------------------- | ------------------------- |
| 0,5                              | 1000–30000                |
| 0,7                              | 800–12000                 |
| 1,0                              | 500–10000                 |
| 1,2                              | 400–7000                  |
| 1,4                              | 200–4000                  |
| 2,0                              | 50–2000                   |

Für die Auftrennung von RNA müssen spezielle Formaldehyd-haltige Gele verwendet werden. Häufig werden den Gelen bereits bei der Herstellung Hilfsstoffe zur Sichtbarmachung der aufgetrennten Moleküle zugesetzt. Im Falle von DNA handelt es sich dabei meist um Ethidiumbromid.
Weitere Anwendungen von Agar oder Agarose beziehen sich auf Techniken der Immunodiffusion (Ouchterlony-Test oder Ouchterlony-Doppelimmundiffusion) oder Immunelektrophorese. Quervernetzte Agarose wird unter dem Handelsnamen Sepharose verkauft, der für Separation-Pharmacia-Agarose steht. Sepharose wird als stationäre Phase für die chromatographische Trennung von Biomolekülen eingesetzt. Mit Protein A bzw. Protein G beschichtete Sepharose-Kügelchen (englisch beads) werden bei der Immunpräzipitation eingesetzt.
Das weltweit größte Produktionswerk für Agarosepulver, Lonza Rockland liegt in Rockland (Maine).